# Ceresium mjoebergi
Ceresium mjoebergi is een keversoort uit de familie van de boktorren (Cerambycidae). De wetenschappelijke naam van de soort werd voor het eerst geldig gepubliceerd in 1917 door Christopher Aurivillius.
De soort is genoemd naar haar ontdekker,Eric Mjöberg die ze verzamelde in Noordwest-Australië, onder meer in de Kimberley.